# Cantó de Navarrencs
El cantó de Navarrencs és un cantó francès del departament dels Pirineus Atlàntics, situat al districte d'Auloron. Té 23 municipis: Angós, Lajuson, Araus, Audaus, Bastanès, Bunhenh, Castèthnau e Camplonc, Sharra, Dònhen, Gurs, Jaces, Lai e Lamidon, Lishòs, Meritenh, Navars, Navarrencs, Augèna e Camptòrt, Preishac de Geusvath, Preishac de Navarrencs, Ribahauta, Sus, Susmior i Vièlanava de Navarrencs. El cap és Navarrencs.

## Història
| Data d'elecció                           | Identitat          | Partit                       | Qualitat |
| ---------------------------------------- | ------------------ | ---------------------------- | -------- |
| 1979-1992                                | Joseph Sarrat      | UDF                          |          |
| 1992-                                    | Jacques Pedehontaà | Divers droite, després MoDem |          |
| les dades anteriors no són pas conegudes |                    |                              |          |
|                                          |                    |                              |          |